# 수정자본주의
수정자본주의(修正資本主義, modified capitalism)는 대공황으로 인해 기존의 고전적인 자본주의는 더 이상 세이의 법칙과 같은 공급위주의 경제에 대한 확신을 유지할 수 없었으며 시장에 대한 정부의 개입을 적극 고려하게 되었다. 이 결과 케인즈 경제학과 같은 적극적인 정부 주도의 경제가 도입되었으며, 이를 기존의 애덤스미스의 자유방임주의와 구별하여 수정자본주의라 한다.
수정자본주의는 일정정도의 계획 경제를 자본주의에 도입하여 시장을 규제함으로써 투자의 유지와 불경기 국면에서의 시장 회복력을 얻고자 하였다. 또한, 수정자본주의는 복지 정책을 통한 사회 구성원의 기본적 생활 보장을 도모하여 복지국가를 이상적인 국가 형태로 보았다.